# Linda Asselbergs
Linda Asselbergs (Antwerpen, 1953) is een Vlaamse columniste, schrijfster en docente.

## Levensloop
Asselbergs werd in 1975 licentiate in de Germaanse filologie.
Van 1997 tot 2016 werkte zij als redactrice en columniste bij Weekend Knack, het lifestyleblad van Knack. Tevens was zij docente lifestyleberichtgeving aan de Vrije Universiteit Brussel. Sindsdien is Asselbergs actief als freelancejournaliste.
In 2003 nam Asselbergs deel aan het eerste seizoen van De Slimste Mens ter Wereld. Na twee afleveringen moest zij de quiz verlaten.